# Balanserat Styrkort
Balanserat styrkort (av engelska: balanced scorecard) är en metod och en styrfilosofi för att styra organisationer och företag. 
Metoden introducerades 1992 av professorerna Robert S. Kaplan och David P Norton och har i Sverige populariserats genom Nils-Göran Olves böcker. Den tar sin utgångspunkt i att traditionell styrning lagt för stor vikt vid enbart det finansiella perspektivet. I sin bok Relevance Lost kritiserade Kaplan och Norton det finansiella perspektivet och menade att det är historiskt fokuserat och sällan förmår fånga de för organisationer viktiga långsiktiga trenderna. I metoden introduceras ett antal andra perspektiv som behövs för att komplettera styrningen. Samtliga nödvändiga perspektiv är:
- Finansiellt perspektiv (finansiell ställning, lönsamhet)
- Kundperspektiv (kundnöjdhet, marknadsandelar)
- Lärande- och utvecklingsperspektiv (innovationsintensitet, nya produkters andel av försäljning)
- Interna processer (ledtider, kvalitetsnivå)
- Medarbetarperspektiv (förekommer huvudsakligen endast i svenska modeller, t.ex. attraktivitet som arbetsgivare, personalutveckling)

Syftet med metoden balanced scorecard är att skapa en mer balanserad styrning (därav namnet). Metoden betonar också vikten av att förverkliga organisationens strategi genom att koppla den till olika mätetal och på så sätt föra den närmare det dagliga arbetet. What gets measured gets done är ett genomgående tema.
De olika perspektiven syftar till att lyfta fram olika aspekter av verksamheten och sammankoppla dem. Dessa aspekter är exempelvis:
- Vision: Vad är vår vision om framtiden?
- Perspektiv: Vilka är våra fokusområden?
- Strategiska mål: Om vi når visionen, var kommer vi då att befinna oss inom respektive perspektiv?
- Framgångsfaktorer: Vilka är de kritiska framgångsfaktorerna (eng: critical success factors) för att nå de strategiska målen?
- Mått: Vilka är nyckelmåtten som indikerar vår strategiska inriktning? Till varje mått knyts mål för respektive mått.
- Handlingsplaner: Hur ser planerna ut för att nå målen för respektive mått?